# Molí del Salt de l'Aigua
El molí del Salt de l'Aigua és un edifici de la Selva de Mar (Alt Empordà) inclòs a l'Inventari del Patrimoni Arquitectònic de Catalunya.

## Descripció
Està situat al sud del nucli urbà de la població, dalt d'una penya rocosa situada al marge dret de la riera de la Selva, a la vora del camí que porta al Mas de l'Estela i al paratge de Sant Romà, en el lloc anomenat "Coll del Molí".
Hi ha restes d'un antic molí hidràulic fariner construït aprofitant els racons d'un estret esglaó, en bona part eixamplat i excavat artificialment amb aquest fi. En aquest punt, la riera forma engorjats, dos dels quals són separats per un desnivell considerable, per on salta l'aigua i que ha donat nom al lloc. Les restes conservades són construïdes amb grossos rebles de pissarra lligats amb morter. És possible seguir el traçat dels murs perimetrals de l'edifici, almenys del sector de la resclosa, el rec i la bassa. En el llit del torrent només hi queden els fonaments del mur de la resclosa, però al cantó d'entrada al rec encara es conserven uns tres metres d'alçada. En aquesta banda, hi ha dos sectors separats per una roca natural. El mur oest és exteriorment corbat i té a la base una petita entrada d'aigua. L'entrada principal al rec era al costat est, on ara hi ha un mur rectilini, fet tardanament, que la tanca. El rec té la paret occidental aixecada i s'hi veu un sobreeixidor vora la sortida del qual hi resta un tram d'un mur que desviava l'aigua cap al curs del torrent. A la banda nord es forma la bassa, que interiorment és rectangular i amb restes de l'enlluït, i a l'exterior té el mur corbat. També hi ha les restes de dos murs procedents d'una construcció rectangular, que mantenen uns tres metres d'alçada màxima. Han de correspondre lògicament a l'edifici que albergava el mecanisme del molí (on hi havia el "cacau" amb les moles, tremuges, etc.). S'hi veuen restes de l'arc de la mina o rec d'eixida i s'hi adossa un mur que té una inclinació adequada per desviar l'aigua de sortida vers el corrent de la riera.
A uns 5 metres a llevant de distància hi ha part de dos murs de poca alçada que formen angle. Potser pertanyien a la casa dels moliners o a alguna dependència. L'aparell és diferent del del molí i la resclosa, ja que les pedres són petites, desbastades i formen filades regulars, amb la cantonada de carreus.

## Història
D'aquest antiquíssim molí de moldre blat, solament en resten els fonaments, juntament amb el dipòsit i l'arcada del conducte de l'aigua que rebia de l'embassament que es formava allí mateix. Per aquest motiu s'anomena el "Coll del Molí".
Ningú del poble no sap donar raó de l'època en la qual el molí funcionava.